# Nicola Pederzolli
Nicola Nici Pederzolli (* 11. März 1974 in Innsbruck) ist eine ehemalige österreichische Snowboarderin.

## Werdegang
Pederzolli begann im Alter von 15 Jahren mit dem Snowboarden und startete nach den Snowboard-Weltmeisterschaften 1993 der ISF meist in der Disziplin Halfpipe. Im Februar 1997 nahm sie in Kanbayashi erstmals am Snowboard-Weltcup der FIS teil, wobei sie den zweiten Platz in der Halfpipe belegte. In der Saison 1997/98 wurde sie Zweite in Tignes und Neunte bei ihrer ersten Olympiateilnahme im Februar 1998 in Nagano. Im folgenden Jahr holte sie bei den Snowboard-Europameisterschaften der ISF die Bronzemedaille und wurde beim Air & Style Zweite in der Quarterpipe. In der Saison 2001/02 holte sie vier Weltcupsiege und gewann damit den Halfpipe-Weltcup. Zudem errang sie jeweils einmal den zweiten und dritten Platz. Beim Saisonhöhepunkt, den Olympischen Winterspielen 2002 in Salt Lake City, wurde sie Siebte. In der folgenden Saison kam sie im Weltcup jeweils einmal auf den zweiten und ersten Platz und erreichte damit den neunten Platz im Gesamtweltcup sowie den vierten Platz im Halfpipe-Weltcup. Bei den Snowboard-Weltmeisterschaften 2003 am Kreischberg gewann sie die Silbermedaille. Nach der Saison 2003/04 beendete sie ihre Karriere. Nach ihrer Karriere beendete sie ihr Studium der Sportwissenschaften und heiratete im Jahr 2006. Im Jahr 2010 gründete sie mit ihrem Mann eine Event-Agentur.

## Teilnahmen an Weltmeisterschaften und Olympischen Winterspielen

### Olympische Winterspiele
- 1998 Nagano: 9. Platz Halfpipe
- 2002 Salt Lake City: 7. Platz Halfpipe

### Snowboard-Weltmeisterschaften
- 2003 Kreischberg: 2. Platz Halfpipe

## Weltcupsiege und Weltcup-Gesamtplatzierungen

### Weltcupsiege
| Nr. | Datum             | Ort             | Disziplin |
| --- | ----------------- | --------------- | --------- |
| 1.  | 19. November 2001 | Tignes          | Halfpipe  |
| 2.  | 7. Dezember 2001  | Whistler        | Halfpipe  |
| 3.  | 25. Januar 2002   | Kreischberg     | Halfpipe  |
| 4.  | 13. März 2002     | Ruka            | Halfpipe  |
| 5.  | 8. März 2003      | Serre Chevalier | Halfpipe  |

### Weltcup-Gesamtplatzierungen
| Saison  | Gesamt | Gesamt | Snowboardcross | Snowboardcross | Halfpipe | Halfpipe |
| Saison  | Punkte | Platz  | Punkte         | Platz          | Punkte   | Platz    |
| ------- | ------ | ------ | -------------- | -------------- | -------- | -------- |
| 1996/97 | 133    | 59.    | -              | -              | 800      | 24.      |
| 1997/98 | 100    | 77.    | -              | -              | 800      | 30.      |
| 2000/01 | 121    | 70.    | -              | -              | 1090     | 24.      |
| 2001/02 | -      | -      | -              | -              | 6620     | 1.       |
| 2002/03 | 357    | 9.     | 320            | 31.            | 2800     | 4.       |
| 2003/04 | -      | -      | -              | -              | 2400     | 7.       |